# Samy Naceri
Samy Naceri, szül. Saïd Naceri (Párizs, 1961. július 2. –) francia színész. 
Leginkább a Taxi-filmsorozatból ismert.

## Élete és pályafutása
Apja algériai, anyja francia származású. 
Samy Naceri a való életben is többször összetűzésbe került a közlekedésrendészettel. 2003-ban drogvisszaélés miatt 8 hónap felfüggesztettet kapott, a jogosítványát 3 évre bevonták, és 5000 eurós bírságot kapott azért, mert egy út menti incidensben összetört egy autót, és megtámadott egy embert. 2005 novemberében késő este egy elegáns párizsi étterem előtt rátámadt egy 22 éves férfire egy hamutartóval. 2006 decemberében rasszizmus miatt került börtönbe. 2007 januárjában gyilkossági kísérlettel vádolták, miután megszúrt két biztonsági őrt. Majd elítélték 9 hónapra (6 hónap felfüggesztettel) azért, mert szintén megtámadott két őrt, most a pszichiátrián, ahol gyógyszertúladagolással kezelték.[forrás?]

## Filmjei
- 1989 : A francia forradalom (névtelen statiszta)
- 1994 : Léon, a profi
- 1994 : Frères
- 1995 : Coup De Vice
- 1995 : Raï
- 1996 : Malik le maudit
- 1996 : La Légende de Dede
- 1997 : Bouge!
- 1997 : Autre chose à foutre qu'aimer
- 1998 : Taxi
- 1998 : Cantique de la racaille
- 1998 : Az utolsó romantikus nő
- 1999 : Un pur moment de rock'n'roll
- 1999 : Une pour toutes
- 1999 : Taxi 2.
- 2000 : Là-bas, mon pays
- 2001 : Hüvelyk Matyi
- 2001 : A pók fészke
- 2001 : La Merveilleuse Odyssée de l'idiot toboggan
- 2001 : La Repentie
- 2001 : Féroce
- 2002 : Becsületkódex
- 2002 : Taxi 3.
- 2002 : Concerto pour un violon
- 2002 : Disparu
- 2002 : Tapis volant
- 2003 : Finding Nemo
- 2004 : Bab el web
- 2006 : A dicsőség arcai
- 2007 : Taxi 4.
- 2011 : A Süni fészke

## Díjai
- Legjobb színész, Cannes-i fesztivál, 2006